# Список населённых пунктов Старорусского района Новгородской области
Список населённых пунктов Старорусского района Новгородской области
В состав Старорусского района входят 293 населённых пункта, из которых 289 деревень, 1
город (Старая Русса), 2 посёлка (Новосельский, Шубино) и один посёлок при станции (Тулебля).
Количество НП по поселениям.
- Муниципальное образование город Старая Русса — 3
- Великосельское сельское поселение — 80
- Взвадское сельское поселение — 6
- Залучское сельское поселение — 44
- Ивановское сельское поселение — 35
- Медниковское сельское поселение — 19
- Наговское сельское поселение — 66
- Новосельское сельское поселение — 40

| Вид                 | Наименование          | Сельское поселение    |
| ------------------- | --------------------- | --------------------- |
| город               | Старая Русса          | МО город Старая Русса |
| деревня             | Алёксино              | Великосельское        |
| деревня             | Анишино               | Медниковское          |
| деревня             | Анишино-1             | Наговское             |
| деревня             | Аринино               | Новосельское          |
| деревня             | Астрилово             | Великосельское        |
| деревня             | Бабье                 | Ивановское            |
| деревня             | Байково               | Великосельское        |
| деревня             | Бакочино              | Наговское             |
| деревня             | Бараново              | Великосельское        |
| деревня             | Бахмутово             | Наговское             |
| деревня             | Большое Ночково       | Великосельское        |
| деревня             | Бела                  | Великосельское        |
| деревня             | Берёзка               | Великосельское        |
| деревня             | Берёзно               | Наговское             |
| деревня             | Берёзовец             | Залучское             |
| деревня             | Бологижа              | Наговское             |
| деревня             | Большая Козона        | Новосельское          |
| деревня             | Большие Боры          | Великосельское        |
| деревня             | Большие Горки         | Великосельское        |
| деревня             | Большие Гривы         | Ивановское            |
| деревня             | Большое Вороново      | Наговское             |
| деревня             | Большое Засово        | Залучское             |
| деревня             | Большое Орехово       | Наговское             |
| деревня             | Большое Учно          | Наговское             |
| деревня             | Большой Ужин          | Наговское             |
| деревня             | Бор                   | Новосельское          |
| деревня             | Бор                   | Залучское             |
| деревня             | Борисово              | Наговское             |
| деревня             | Бородино              | Ивановское            |
| деревня             | Борок                 | Новосельское          |
| деревня             | Борок                 | Ивановское            |
| деревня             | Бортниково            | Великосельское        |
| деревня             | Брагино               | Медниковское          |
| деревня             | Бракловицы            | Ивановское            |
| деревня             | Бубновщина            | Наговское             |
| деревня             | Будомицы              | Залучское             |
| деревня             | Буреги                | Наговское             |
| деревня             | Бычково               | Наговское             |
| деревня             | Валтошино             | Наговское             |
| деревня             | Васильевщина          | Новосельское          |
| деревня             | Великое Село          | Залучское             |
| деревня             | Великое Село          | Великосельское        |
| деревня             | Вересково             | Наговское             |
| деревня             | Верясско              | Залучское             |
| деревня             | Взвад                 | Взвадское             |
| деревня             | Виджа                 | Ивановское            |
| деревня             | Виленка               | Наговское             |
| деревня             | Волковицы             | Наговское             |
| деревня             | Волышово              | Ивановское            |
| деревня             | Вошково               | Ивановское            |
| деревня             | Выдерка               | Великосельское        |
| деревня             | Высокое               | Наговское             |
| деревня             | Высокое               | Великосельское        |
| деревня             | Вячково               | Великосельское        |
| деревня             | Гайново               | Ивановское            |
| деревня             | Гарижа                | Ивановское            |
| деревня             | Гарь                  | Залучское             |
| деревня             | Гачки                 | Великосельское        |
| деревня             | Глухая Горушка        | Новосельское          |
| деревня             | Глушица               | Новосельское          |
| деревня             | Голузино              | Великосельское        |
| деревня             | Горбовастица          | Новосельское          |
| деревня             | Горка                 | Наговское             |
| деревня             | Гостеж                | Наговское             |
| деревня             | Григорово             | Великосельское        |
| деревня             | Грузово               | Великосельское        |
| деревня             | Гусино                | Ивановское            |
| деревня             | Давыдово              | Медниковское          |
| деревня             | Дедково               | Великосельское        |
| деревня             | Дедова Лука           | Великосельское        |
| деревня             | Деревик               | Наговское             |
| деревня             | Деревково             | Новосельское          |
| деревня             | Долга                 | Ивановское            |
| деревня             | Должицы               | Великосельское        |
| деревня             | Дорожкино             | Великосельское        |
| деревня             | Дорохново             | Великосельское        |
| деревня             | Дретено               | Великосельское        |
| деревня             | Дроздино              | Залучское             |
| деревня             | Дубки                 | Великосельское        |
| деревня             | Дубки                 | Залучское             |
| деревня             | Дубовицы              | МО г. Старая Русса    |
| деревня             | Дубровка              | Наговское             |
| деревня             | Еваново               | Наговское             |
| деревня             | Евахново              | Наговское             |
| деревня             | Евдокеино             | Ивановское            |
| деревня             | Елицы                 | Наговское             |
| деревня             | Жежванниково          | Великосельское        |
| деревня             | Жилино                | Великосельское        |
| деревня             | Жилой Чернец          | Наговское             |
| деревня             | Жуково                | Новосельское          |
| деревня             | Заболотье             | Великосельское        |
| деревня             | Забытово              | Ивановское            |
| деревня             | Загорье               | Наговское             |
| деревня             | Заклинье              | Наговское             |
| деревня             | Залучье               | Залучское             |
| деревня             | Залучье-2             | Залучское             |
| деревня             | Замошье               | Великосельское        |
| деревня             | Заречье               | Великосельское        |
| деревня             | Заробье               | Залучское             |
| деревня             | Зелёная Дубрава       | Великосельское        |
| деревня             | Зуи                   | Новосельское          |
| деревня             | Ивановское            | Ивановское            |
| деревня             | Иванцево              | Наговское             |
| деревня             | Иловец                | Великосельское        |
| деревня             | Ионово                | Наговское             |
| деревня             | Ищино                 | Новосельское          |
| деревня             | Калиново              | Великосельское        |
| деревня             | Каменка               | Новосельское          |
| деревня             | Караваево             | Великосельское        |
| деревня             | Кателево              | Наговское             |
| деревня             | Клинково              | Новосельское          |
| деревня             | Клинково              | Наговское             |
| деревня             | Кобылкино             | Залучское             |
| деревня             | Кобякино              | Великосельское        |
| деревня             | Козлово               | Новосельское          |
| деревня             | Кокорино              | Залучское             |
| деревня             | Кокорино              | Ивановское            |
| деревня             | Колома                | Залучское             |
| деревня             | Кондратово            | Ивановское            |
| деревня             | Коньшино              | Ивановское            |
| деревня             | Коровитчино           | Залучское             |
| деревня             | Коростова             | Великосельское        |
| деревня             | Корпово               | Взвадское             |
| деревня             | Корчёвка              | Великосельское        |
| деревня             | Косино                | Великосельское        |
| деревня             | Косорово              | Великосельское        |
| деревня             | Котецко               | Ивановское            |
| деревня             | Кочериново            | Ивановское            |
| деревня             | Крекша                | Наговское             |
| деревня             | Кривец                | Великосельское        |
| деревня             | Кривец                | Ивановское            |
| деревня             | Крюково               | Медниковское          |
| деревня             | Кудрово               | Медниковское          |
| деревня             | Кукуй                 | Залучское             |
| деревня             | Кулаково              | Залучское             |
| деревня             | Леохново              | Наговское             |
| деревня             | Липецко               | Наговское             |
| деревня             | Лисьи Горки           | Новосельское          |
| деревня             | Лозницы               | Залучское             |
| деревня             | Лосытино              | Новосельское          |
| деревня             | Лука                  | Залучское             |
| деревня             | Лукино                | Наговское             |
| деревня             | Луньшино              | Наговское             |
| деревня             | Лучки                 | Великосельское        |
| деревня             | Лучки                 | Ивановское            |
| деревня             | Лядинки               | Великосельское        |
| деревня             | Лядинки               | Наговское             |
| деревня             | Ляховичи              | Залучское             |
| деревня             | Маврино               | Новосельское          |
| деревня             | Малая Козона          | Ивановское            |
| деревня             | Малое Вороново        | Наговское             |
| деревня             | Малое Орехово         | Наговское             |
| деревня             | Малые Горбы           | Медниковское          |
| деревня             | Малый Ужин            | Наговское             |
| деревня             | Марково               | Великосельское        |
| деревня             | Марфино               | Новосельское          |
| деревня             | Матасово              | Залучское             |
| деревня             | Медведово             | Новосельское          |
| деревня             | Медниково             | Медниковское          |
| деревня             | Межник                | Великосельское        |
| деревня             | Местцы                | Залучское             |
| деревня             | Месяцево              | Великосельское        |
| деревня             | Мирогоща              | Взвадское             |
| деревня             | Муравьёво             | Наговское             |
| деревня             | Нагаткино             | Новосельское          |
| посёлок             | Новосельский          | Новосельское          |
| деревня             | Ожедово               | Новосельское          |
| деревня             | Пенно                 | Новосельское          |
| деревня             | Подцепочье            | Новосельское          |
| деревня             | Нагово                | Наговское             |
| деревня             | Нефедьево             | Великосельское        |
| деревня             | Нехотицко             | Великосельское        |
| деревня             | Нечаино               | Наговское             |
| деревня             | Новая Деревня         | Великосельское        |
| деревня             | Новинки               | Великосельское        |
| деревня             | Новое Рамушево        | Медниковское          |
| деревня             | Новое Солобско        | Наговское             |
| деревня             | Новоселье             | Залучское             |
| деревня             | Новосельское          | Залучское             |
| деревня             | Новые Горки           | Залучское             |
| деревня             | Ночевалово            | Ивановское            |
| деревня             | Овинцево              | Наговское             |
| деревня             | Омычкино              | Залучское             |
| деревня             | Острые Луки           | Великосельское        |
| деревня             | Отвидино              | Взвадское             |
| деревня             | Отока                 | Наговское             |
| деревня             | Парышево              | Великосельское        |
| деревня             | Пашниково             | Великосельское        |
| деревня             | Пеньково              | Наговское             |
| деревня             | Переволока            | Великосельское        |
| деревня             | Пестово               | Наговское             |
| деревня             | Пестово               | Великосельское        |
| деревня             | Петрухново            | Великосельское        |
| деревня             | Пинаевы Горки         | Залучское             |
| деревня             | Погостище             | Залучское             |
| деревня             | Подборовка            | Взвадское             |
| деревня             | Подборовье            | Медниковское          |
| деревня             | Подолжино             | Залучское             |
| деревня             | Подоложь              | Наговское             |
| деревня             | Подтеремье            | Наговское             |
| деревня             | Полуково              | Великосельское        |
| деревня             | Поречье               | Наговское             |
| деревня             | Приплекино            | Новосельское          |
| деревня             | Пробуждение           | Новосельское          |
| деревня             | Псижа                 | Наговское             |
| деревня             | Псковитино            | Новосельское          |
| деревня             | Пуговкино             | Наговское             |
| деревня             | Пустой Чернец         | Наговское             |
| деревня             | Пустошка              | Великосельское        |
| деревня             | Пустошка              | Залучское             |
| деревня             | Пустошь               | Наговское             |
| деревня             | Разлив                | Наговское             |
| деревня             | Рамушево              | Медниковское          |
| деревня             | Ратно                 | Ивановское            |
| деревня             | Ратча                 | Новосельское          |
| деревня             | Рахлицы               | Залучское             |
| деревня             | Рашуча                | Наговское             |
| деревня             | Ретлё                 | Наговское             |
| деревня             | Речные Котцы          | Великосельское        |
| деревня             | Рощино                | МО г. Старая Русса    |
| деревня             | Ручьевые Котцы        | Великосельское        |
| деревня             | Рыто                  | Залучское             |
| деревня             | Савкино               | Наговское             |
| деревня             | Садовая               | Новосельское          |
| деревня             | Садово                | Медниковское          |
| деревня             | Санаковщина           | Новосельское          |
| деревня             | Сбышево               | Великосельское        |
| деревня             | Святогорша            | Ивановское            |
| деревня             | Севриково             | Новосельское          |
| деревня             | Селькава              | Великосельское        |
| деревня             | Сёмкина Горушка       | Новосельское          |
| деревня             | Сидоровец             | Великосельское        |
| деревня             | Скрипково             | Ивановское            |
| деревня             | Соболево              | Медниковское          |
| деревня             | Соколово              | Новосельское          |
| деревня             | Солобско              | Наговское             |
| деревня             | Сопки                 | Великосельское        |
| деревня             | Сорокопенно           | Залучское             |
| деревня             | Сосница               | Великосельское        |
| деревня             | Сотско                | Великосельское        |
| деревня             | Средняя Ловать        | Залучское             |
| деревня             | Старая Пересса        | Залучское             |
| деревня             | Старая Русса          | МО г. Старая Русса    |
| деревня             | Стариково             | Медниковское          |
| деревня             | Старина               | Великосельское        |
| деревня             | Старое Рамушево       | Медниковское          |
| деревня             | Старые Горки          | Залучское             |
| деревня             | Сусолово              | Великосельское        |
| деревня             | Сысоново              | Великосельское        |
| деревня             | Тарлаево              | Великосельское        |
| деревня             | Теремово              | Новосельское          |
| деревня             | Толочно               | Ивановское            |
| деревня             | Трохово               | Ивановское            |
| деревня             | Трошково              | Ивановское            |
| деревня             | Трухново              | Наговское             |
| деревня             | Трухново              | Ивановское            |
| деревня             | Тулебля               | Великосельское        |
| посёлок при станции | Тулебля               | Великосельское        |
| деревня             | Тургора               | Великосельское        |
| деревня             | Турово                | Великосельское        |
| деревня             | Ужин                  | Наговское             |
| деревня             | Устрека               | Наговское             |
| деревня             | Устье                 | Ивановское            |
| деревня             | Утушкино              | Ивановское            |
| деревня             | Учно (Новая Деревня)  | Новосельское          |
| деревня             | Филатово              | Медниковское          |
| деревня             | Фларёво               | Великосельское        |
| деревня             | Харино                | Великосельское        |
| деревня             | Харушено              | Великосельское        |
| деревня             | Хилово                | Великосельское        |
| деревня             | Хмели                 | Залучское             |
| деревня             | Ходыни                | Залучское             |
| деревня             | Хорошово              | Ивановское            |
| деревня             | Хутонька              | Наговское             |
| деревня             | Цапово                | Новосельское          |
| деревня             | Чернышово (Чернышево) | Новосельское          |
| деревня             | Черенчицы             | Залучское             |
| деревня             | Чертицко              | Взвадское             |
| деревня             | Чижово                | Ивановское            |
| деревня             | Чириково              | Новосельское          |
| деревня             | Чудиново              | Великосельское        |
| деревня             | Шапкино               | Медниковское          |
| деревня             | Шахово                | Медниковское          |
| деревня             | Шейкино               | Великосельское        |
| деревня             | Шелгуново             | Залучское             |
| деревня             | Шишиморово            | Наговское             |
| деревня             | Шотово                | Залучское             |
| деревня             | Шубино                | Залучское             |
| посёлок             | Шубино                | Залучское             |
| деревня             | Шумилкино             | Залучское             |
| деревня             | Щетинкино             | Великосельское        |
| деревня             | Яблоново              | Новосельское          |